# Arzamas
Arzamas (Russisch: Арзамас) is de op twee na grootste stad in de Russische oblast Nizjni Novgorod en het bestuurlijk centrum van het district Arzamasski. De stad ligt op de rechteroever van de Tesjarivier (zijrivier van de Oka), ongeveer 410 kilometer ten oosten van Moskou en 112 kilometer ten zuiden van Nizjni Novgorod. De stad vormt een spoorweg- en wegenknooppunt en heeft een inwoneraantal van ruim 100.000.

## Geschiedenis

### Mordviense plaats
Arzamas werd waarschijnlijk gesticht door de Mordvienen (Erzja) als beschermend fort tegen invallen door Moskovië. Er zouden toen reeds ongeveer 12.000 mensen hebben gewoond. In 1366 zou dit fort zijn vernietigd door kan Bulat-Temir.
In 1578 werd in opdracht van Ivan de Verschrikkelijke, waarschijnlijk op de plek van het voormalige Mordviense fort een nieuw fort genaamd Arzamas gesticht tijdens zijn derde mars naar Kazan. Dit jaartal is bekend doordat in documenten wordt vermeld dat hij in dat jaar Ivan Chochlov aanstelde als eerste vojevoda van Arzamas. Zodoende wordt dat jaartal als uitgangspunt genomen voor de stichting van de stad. Volgens een legende werd Arzamas echter reeds gesticht in 1552 door de tsaar, het jaar waarin hij Kazan veroverde.

### Oorsprong van de naam
De oorsprong van de naam is onbekend, waardoor er verschillende etymologieën in omloop zijn. De naam zou kunnen zijn afgeleid van de woorden erzia (de naam van een Mordviense stam) en mazi ("rood" of "prachtig") en zou zo kunnen worden vertaald als "prachtige plaats van de Erzia's". Volgens een andere verklaring is de naam afgeleid van de Mordviense achternaam Arzamas of Orzamas, die vaak in 17e-eeuwse geschriften voorkomt. Deze zou van het Mordviense Erzja-dialectwoord 'arsemes' of Mordviense-Moksja-dialectwoord 'ar'sems' ("denken", "wensen" of "verlangen") zijn afgeleid. Bij deze tweede verklaring wordt een herleiding vanaf het etnoniem erzja uitgesloten. Een derde verklaring legt de oorsprong bij een ontmoeting tussen Ivan IV en de twee broers Arzaja en Masaja, die hem geschenken aanboden in 1578 en in zijn aanwezigheid als eersten het Russisch-orthodoxe geloof zouden hebben aangenomen.

### Fort Arzamas
Het fort Arzamas speelde in haar begintijd een belangrijke rol bij de verdediging van de zuidoostelijke grenzen van Rusland. In 1670 bedreigden de troepen van Stenka Razin de stad, nadat ze Samara en Saratov had veroverd en ook Simbirsk bedreigden. De vrouwelijke ataman Aljona Arzamasskaja (haar eigenlijke achternaam is onbekend) trok met een leger van 300 man, dat al snel uitgroeide tot 7000 man, naar Arzamas, dat als het zou vallen, de weg zou vrijmaken naar Moskou. Tsaar Alexis zag het gevaar en stuurde daarop vojevoda-knjaz Joeri Dolgoroeki met troepen en artillerie naar het fort van Arzamas, waar deze arriveerde op 26 september 1670. In oktober van dat jaar volgde een aantal gevechten, waarbij de rebellenlegers werden vernietigd. Aljona's metgezellen spanden samen tegen haar en gaven haar over aan Dolgoroeki, die haar ondervroeg, waarna ze op de brandstapel belandde. Tsaar Aleksej hield meedogenloos huis onder degenen die hadden meegedaan aan de opstand; tussen oktober en december 1670 werden meer dan 11.000 van hen geëxecuteerd bij Arzamas.

### Economische opbloei
In 1719 kreeg Arzamas de status van stad als bestuurlijk centrum van een van de provinciën van het gouvernement Nizjni Novgorod, waartoe ze sindsdien altijd is blijven horen (behalve tussen 1954 en 1957, zie verder). Twee jaar later, op 6 januari 1721, kreeg de stad als onderdeel van de bestuurlijke hervormingen van Peter de Grote een stedelijk magistraat met een politiedienst, rechtbank en belastingdienst. In 1737 woonden er bijna 7.000 mensen in de stad, waarmee het iets minder inwoners had dan Nizjni Novgorod, en maakte Arzamas een grote economische groei door. Dit werd veroorzaakt door haar gunstige geografische ligging aan de weg van Moskou naar zuidoostelijke delen van het Russische Rijk. De stad werd een belangrijke handelspost aan de weg Moskou - Nizjni Novgorod - Saratov - Simbirsk. Ook had de stad goede verbindingen met Tambov en Makarjev (waar tot 1816 de Makarjevmarkt zich bevond). De 'gouden eeuw' van Arzamas liep van halverwege de 18e tot halverwege de 19e eeuw. De stad stond in die tijd bekend om haar speciale Arzamas-ganzen, uien en huiden- en lederproducten. Hierdoor kreeg de stad rijke handelaren, die ervoor zorgden dat er in het laatste kwart van de 18e eeuw stenen kerken verrezen. Veel geld werd gestoken in het verfraaien van de kerken, het kerkinterieur en iconen. In 1773 bereikte de Poegatsjov-opstand ook Arzamas. Generaal Aleksandr Soevorov werd ingekwartierd in Arzamas en trok van daaruit op tegen de boerenlegers van Jemeljan Poegatsjov, versloeg ze en nam Jemeljan Poegatsjov in 1774 in een kooi door Arzamas heen mee terug naar Moskou, waar hij vervolgens werd geëxecuteerd. Na die tijd verloor Arzamas haar positie als militair steunpunt.
In 1779 kreeg de stad de status van oejezdcentrum en twee jaar later, op 16 augustus 1781 kreeg ze haar (huidige) wapenschild. Hierop staat het wapen van het regiment dat het fort bemande en het reeds sinds 1723 in gebruik had. Het wapenschild moet de overwinning voorstellen van Moskou (rood) op andere islamitische volken (groen). Tien dagen later, op 26 augustus, werd dit wapenschild per oekaze bekrachtigd door tsarina Catharina de Grote.

### Stedelijke uitbreiding, kunst en kerkenbouw
In dat jaar werd, net als bij andere oejezdsteden in het Russische Rijk, een stadsuitbreidingsplan gemaakt. Doordat de planners echter te weinig rekening hielden met het lokale reliëf, moest het plan verschillende malen worden bijgesteld. Het plan werd uitgevoerd tussen 1782 en 1784, maar het lager gelegen deel van de stad kwam pas aan bod na een grote brand in 1823. Met deze eind-18e, begin-19e-eeuwse uitbreidingen werd de basis gelegd voor de structuur van de huidige stad.

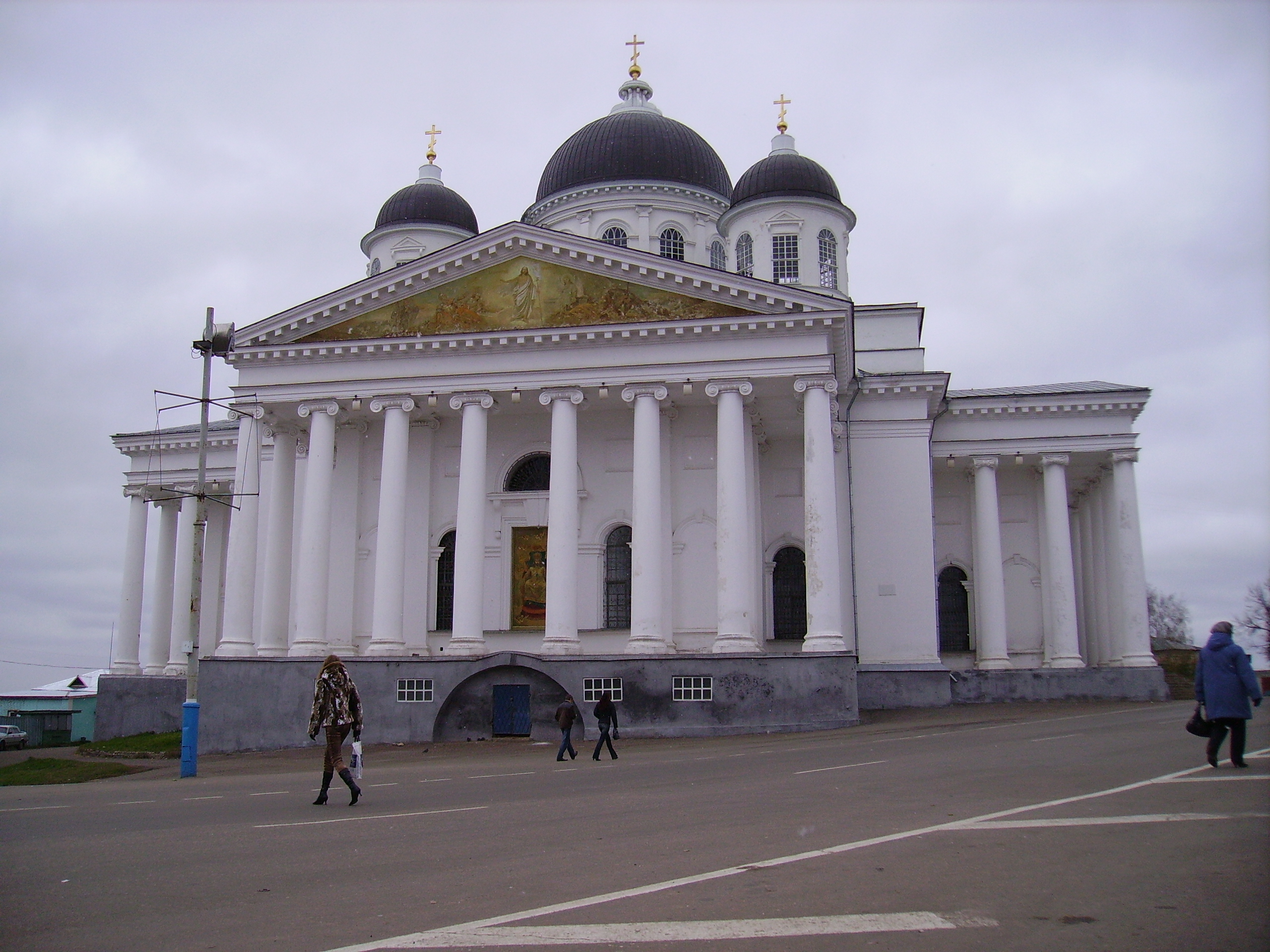
Opwekkingskathedraal

Van 1802 tot 1862 herbergde de stad de beroemde kunstacademie van Aleksandr Stoepin, de eerste kunstschool in het Russische Rijk. Veel beroemde Russische kunstenaars onder wie Vasili Perov, hebben er gestudeerd,
Aan het begin van de 19e eeuw werden in Arzamas meer dan 20 kerken en kathedralen gebouwd. De belangrijkste was de Opwekkingskathedraal (Voskresenski-kathedraal) met vijf torens. Deze werd gebouwd tussen 1814 en 1842 op een hoge heuvel in de stad onder leiding van Michail Korinfski in keizerlijke stijl, met medewerking van studenten van de Aleksandr Stoepin-kunstacademie, ter nagedachtenis aan de Russische overwinning op Napoleon. Deze kathedraal vormt nog steeds het meest beeldbepalende gebouw van de stad en de bouw ervan zorgde voor veel artistieke werkgelegenheid. Hiertoe behoorde ook het maken van iconen voor de kathedraal op de Aleksandr Stoepin-kunstacademie.
Door kerkrestaurateur Nikolaj Pomerantsev zou later in 1926 worden verklaard dat de architectuur van de kerken die in de stad werden gebouwd in de 18e en 19e eeuw van een schaal waren die een hoofdstad waardig was en zelfs die van Moskou provinciaal deden doen lijken.
Eind 19e eeuw was het aantal kerken opgelopen tot 30 en woonden er ongeveer 12.000 mensen in de stad.

### Sovjettijd
In de Sovjettijd was de stad zo hard gegroeid dat op 6 januari 1954 zelfs een oblast Arzamas werd opgericht uit de zuidelijke delen van de oblast Nizjni Novgorod. Deze oblast met ruim 1 miljoen inwoners werd echter reeds drie jaar later weer opgeheven in april 1957 en weer aan de oblast Nizjni Novogord toegevoegd.
Op 4 juni 1988 ontplofte een trein met springstoffen op het station Arzamas, waarbij 91 doden vielen en meer dan 100 mensen gewond raakten, 150 huizen met de grond gelijk werden gemaakt en 600 gezinnen dakloos raakten. De springstoffen waren bedoeld voor geologisch onderzoek. De oorzaak lag in het niet navolgen van de veiligheidsvoorschriften met betrekking tot explosieven.

## Economie
De belangrijkste economische sectoren van de stad worden gevormd door de machinebouw, waarbij de Machinefabriek van Arzamasj de grootste is. Deze produceert onder andere infanteriegevechtsvoertuigen als de BTR-80 en 90, motoren en materieel voor de gemeentelijke diensten. Andere bedrijven in de machinebouw produceren onder andere gereedschappen, auto-onderdelen en medische instrumenten en er bevinden zich ook verschillende ontwerpbureaus. In samenwerking met het Fins-Zweedse papier-pulpbedrijf Stora Enso is een papierverpakkingsfabriek opgezet in de stad. Ook bevinden zich bedrijven in de lichte en voedingsmiddelenindustrie in de stad.
In de buurt van de stad bevinden zich onder andere lagen gips, kalksteen, zand, klei en dolomiet.

## Onderwijs, cultuur en bezienswaardigheden

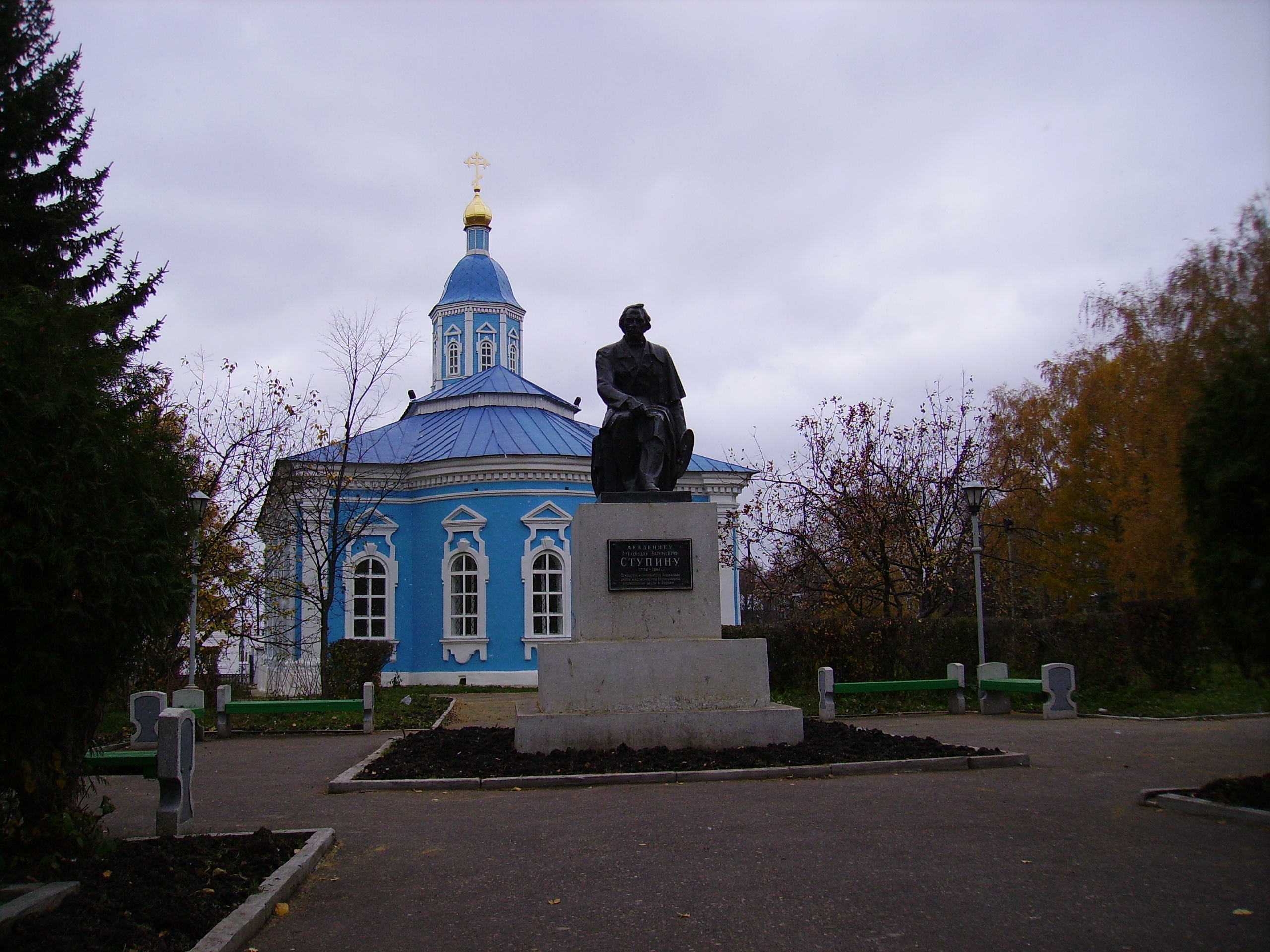
Monument van Aleksandr Stoepin

In de stad bevinden zich het Staats-Pedagogisch Instituut van Arzamas (vernoemd naar A.P. Gajdar) en afdelingen van de Staats-Technische Universiteit van Nizjni Novgorod en het Staatsinstituut van Moskou voor Technische Natuurkunde.
De stad is een openluchtmuseum wat betreft architectuur en wordt tot een van de fraaiste van Rusland gerekend. De kathedraal en vele kerken hebben de sloophamer van de Sovjettijd doorstaan, al zijn ze niet allemaal meer als zodanig in gebruik. Tot de bekendste kerkgebouwen worden verder de Christus-hemelvaartkathedraal (1643) en de Ilinskajakerk (1746; nu museum voor lokale geschiedenis) gerekend. Een van de kerken is ontworpen door architect Konstantin Thon. Andere historische gebouwen zijn het magistraatsgebouw (2e helft 18e eeuw), de zogenoemde aandelenbeurs (handelskamer uit eind 18e, begin 19e eeuw) en de huizen van belangrijke handelaren uit de stad. Qua musea bevinden zich er verder het museum voor historische kunst en het literair staatsmuseum ter nagedachtenis aan A.P. Gajdar.

## Demografie
| 1737  | 1897   | 1939   | 1959   | 1970   | 1979   | 1989    | 2002    |
| ----- | ------ | ------ | ------ | ------ | ------ | ------- | ------- |
| 6.767 | 10.600 | 26.000 | 41.500 | 67.000 | 93.200 | 108.951 | 109.432 |

### Websites van de stad
- (ru)  arzamas.ru
- (ru)  arzamas.nnov.ru

Bestuurlijk centrum: Nizjni Novgorod

Arzamas · Balachna · Bogorodsk · Bor · Dzerzjinsk · Gorbatov · Gorodets · Knjaginino · Koelebaki · Kstovo · Loekojanov · Lyskovo · Navasjino · Oeren · Pavlovo · Perevoz · Pervomajsk · Sarov · Semjonov · Sergatsj · Sjachoenja · Tsjkalovsk · Vetloega · Volodarsk · Vorsma · Vyksa · Zavolzje